# Carol Kenyon
Carol Kenyon, vereinzelt auch Karol Kenyon, (* 1959) ist eine britische Sängerin, die im  Laufe ihrer weiter andauernden Karriere ein facettenreiches Repertoire darbot. Unter anderem sang sie Straight Pop, Jazzballaden und klassische Stücke.

## Biografie
Bereits als Kind wurde Kenyon motiviert, zu singen und zu tanzen. Sie erhielt Unterricht und nahm an Kunstfestivals teil, lernte das Klavierspielen und hörte die Jazz-Platten ihres Vaters. Als Mitglied des Schulchores sang sie bei einem Festival in Harrow, wo sie dem jungen Musiker Guy Barker auffiel, der dort ebenfalls auftrat. Er motivierte sie und weckte ihr ernsthaftes und fokussiertes Interesse am Singen. Gemeinsam wurden sie Mitglieder der Londoner Jazz-Rock-Band Steam Heat. Barker war es auch, der Kenyon auf das National Youth Jazz Orchestra aufmerksam machte, wo sie sich vorstellte und den Porgy-and-Bess-Song Summertime so gut sang, dass sie bereits mit 14 Jahren als reguläre Bandsängering des NYJO aufgenommen wurde. Bill Ashton und andere schrieben speziell für Kenyon Lieder, mit denen sie schnell zu einem integralen Bestandteil der Auftritte der Band wurde und unter anderem auch Soli sang. Das Lied Get It Right, mit ihr als Leadsängerin, wurde 1976 auf einer Single veröffentlicht. Mit dem NYJO tourte sie durch das Vereinigte Königreich, trat im Fernsehen auf und nahm 1978 am Royal Command Variety Performance in London teil.
Nachdem sie das NYJO verlassen hatte, sang Kenyon bei Car Park, einer Band aus ehemaligen NYJO-Mitgliedern unter der Leitung der Jazz-Musiker Dick Morrissey und Jim Mullen. Als Begleitband verschiedener Interpreten trat die Gruppe regelmäßig im Fernsehen auf und tourte mit einigen Künstlern, darunter Mick Jagger. Kenyon war von 1982 bis 1988 Mitglied bei Heaven 17 und sang unter anderem auf der Hitsingle Temptation, die 1983 Platz 2 der UK-Charts erreichte. Außerdem erhielt sie einen Solovertrag bei A&M Records und trat in schwarzer Lederkleidung und mit einem lebenden Falken als „Warrior Woman“ auf. Mit dem gleichnamigen Lied hatte sie Anfang 1984 einen kleinen Charthit in der Heimat. Auch die Folgesingle Dance with Me platzierte sich kurzzeitig in den UK-Charts. 1985 übernahm sie den Leadgesang auf Paul Hardcastles Single Don’t Waste My Time, die 1986 zum internationalen Hit wurde. Ebenfalls 1986 war Kenyon Begleitsängerin auf der Tournee der Popband Go West.
Kenyon trat auch in folgenden Jahren im Fernsehen auf und sang Background auf einigen Soundtracks, darunter Cerrones Dancing Machine und Willy Bogners Feuer, Eis & Dynamit (beide 1990), Young Soul Rebels (1991) und Knight Moves – Ein mörderisches Spiel (1992). Als Gastsängerin war sie 1993 auf Here’s My A, einem Hit des Dance-Projekts Rapination, zu hören. 1995 kehrte sie zum Royal Command Variety Performance zurück. Weiter sang sie seit den 1980er Jahren für Duran Duran, Kylie Minogue, Mike Oldfield, Jon & Vangelis, Pet Shop Boys, Ultravox, Gary Moore, Pink Floyd, Tommy Shaw, Roger Waters, Morrissey-Mullen, Tears for Fears und Van Morrison. 2006 war sie auf dem Soundtrack der Jubiläumsversion von Die Muppets-Weihnachtsgeschichte im Background zu hören.

## Diskografie

### Singles
- 1976: Get It Right (NYJO feat. Carol Kenyon; VÖ: 23. Juli)
- 1984: Warrior Woman (VÖ: Januar)
- 1984: Dance with Me (VÖ: Mai)
- 1986: Don’t Waste My Time (Paul Hardcastle feat. Carol Kenyon; VÖ: Januar)
- 1987: Give Me One Good Reason (VÖ: April)
- 1989: Fascinating
- 1990: Never Let Me Go
- 1993: Here’s My A (Rapination feat. Carol Kenyon; VÖ: Juni)

### Weitere veröffentlichte Beiträge
- 1981 Backgroundgesang auf dem Album The Friends of Mr. Cairo von Jon & Vangelis
- 1982 Gesang auf dem Morrissey-Mullen-Album Life on the Wire
- 1982 Gesang auf dem Album Too-Rye-Ay von Dexys Midnight Runners.
- 1983 Leadgesang auf der Heaven-17-Single Temptation.
- 1984 Duettgesang auf Tommy Shaws Album Girls with Guns im Song Outside in the Rain
- 1984 Backgroundgesang auf dem Album Reflexion von Vangelis und Demis Roussos
- 1984 Backgroundgesang auf Van Morrisons Live-Album Live At The Grand Opera House Belfast
- 1986 Backgroundgesang auf dem Album U-Vox von Ultravox (Same Old Story und The Prize)
- 1989 Leadgesang auf Mike Oldfields Single Nothing But aus dem Album Earth Moving
- 1989 Leadgesang auf Malcolm McLarens Single Madame Butterfly aus dem Album Waltz Darling
- 1990 Backgroundgesang auf dem Album Liberty von Duran Duran
- 1992 Backgroundgesang auf dem Album After Hours von Gary Moore
- 1994 Backgroundgesang auf dem Album The Division Bell von Pink Floyd.
- 2005 mit Pink Floyd auf dem Live-8-Konzert in London im Hyde Park
- 2006–2008 Lead- und Backgroundgesang auf Roger Waters Welttournee Dark Side of the Moon Live